# Necrobia rufipes
Necrobia rufipes és una espècie de coleòpter de la família Cleridae amb una distribució cosmopolita.
És una plaga per als productes curats i assecats, como el pernil o el cuir.

## Característiques
Els adults mesuren entre 3,5-7,0 mm de llargada; és convex, amb costats rectes, i la superfície està puntejada. Són de color verd brillant metàl·lic o blau verdós. Les potes i les antenes són de color vermellós (rematades en forma de maça de color fosc).
Espècies relacionades són Necrobia violacea que té les potes i les antenes fosques i Necrobia ruficollis amb les bases dels èlitres clares. No s'ha de confondre amb Korynetes caeruleus també un escarabat de color blau metàl·lic de la família Cleridae. Tenen importància en entomologia forense.

## Història natural
S'alimenten de les larves de Calliphora, mosques que infesten la carn en descomposició, de Dermestidae i de Piophilidae. Els adults s'alimenten a la superfície, les larves perforen les carns seques o fumades fent-les malbé i difícilment comercialitzables. Necrobia rufipes també ataca els ossos, el cuir, la copra, ou en pols, formatge, guano, farina d'os, figues seques i llavors de palma.
Tot i la refrigeració ha reduït l'impacte de Necrobia rufipes són una plaga important en peix sec i salat, com l'arengada, o en el pernil i altres carns curades. S'han registrat en mòmies egípcies, amb el nom de Necrobia mumiarum (Hope, 1834).